# Lothian
Le Lothian (Lowden en Scots, Lodainn en écossais, anciennement francisé en Lothien ou Lothiane) est une région traditionnelle d'Écosse, s'étendant entre la rive sud du Firth of Forth et les Lammermuir Hills (en). Selon une légende populaire, son nom proviendrait du semi-légendaire roi breton Loth ou Lot.

## Histoire
Au VIIe siècle, il devient la partie nord du royaume saxon de Northumbrie. Mais au VIIIe siècle les clans pictes la revendiquèrent en profitant de l'affaiblissement de la Northumbrie.
Le Lothian est connu en Écosse pour avoir été la seule partie Anglo-Saxonne de cette nation, et une des rares où l'écossais n'ait pas pris racine. À travers le temps, et en raison de plusieurs facteurs, la langue des Lothiens et de l'ancien royaume de Northumbria, le pré-scottis (en) (Inglis) (qui est devenu le Scots moderne) est venue remplacer l'écossais comme langue des Lowlands et s'est attribué le nom de Scots ou Scottis qui désignait avant l'écossais — qui s'est donc retrouvée avec le nom péjoratif d'Erse ou Irish.
Au fil de l'histoire de l'Écosse, ce territoire fut divisé entre les comtés de West Lothian, Midlothian et East Lothian - conduisant à l'expression "les Lothians".

## Actualité
Du 15 mai 1975 au 31 mars 1996, le Lothian réémergea en tant que région d'Écosse selon le découpage administratif alors en vigueur. Son siège était à Édimbourg et elle comprenait les 4 districts suivants :
| Districts    | Siège      | Population (estimation en 1994) |
| ------------ | ---------- | ------------------------------- |
| East Lothian | Haddington | 85 140                          |
| Edinburgh    | Édimbourg  | 418 914                         |
| Midlothian   | Dalkeith   | 79 910                          |
| West Lothian | Bathgate   | 146 430                         |

Le 31 mars 1996, les régions furent remplacées par les council areas dans le nouveau découpage administratif. Le Lothian fut alors partagé en 4 council areas correspondant aux 4 districts : West Lothian, City of Edinburgh, Midlothian et East Lothian.